# Моноспектакль (жанр)
Моноспектакль — спектакль с участием единственного актера.

## Основы жанра
Основой любого спектакля является сверхзадача — то, ради чего художник делает это, что хочет донести зрителю. «Актер должен уметь говорить» — именно так К. С. Станиславский назвал одну из глав своих мемуаров. Речь способна заменить все остальные инструменты воздействия на зрителя (реквизит, костюмы, музыку и т. д.)  
«Почему, спросят, слово несет в себе театр, если вы стоите и читаете вслух? — В слове, которое я произношу, есть действие, ему и подчинено мое искусство.» 
Театральный символизм в моноспектакле играет особую роль. Для режиссера важно подчеркнуть подтекст в драме, не договорить, заставить зрителя «додумать» самому. Таким символом может быть как элемент декорации (как, например, в «Контрабасе» Г. Черепанова, матрасы на стенах — символ «изоляции» героя от внешнего мира).

## История жанра
Раньше игру одного актера на сцене называли «творческим» или «чтецким» вечером, однако, такие вечера проводились в узких кругах и не были рассчитаны на широкую публику. В середине XVIII века появляется жанр, отдаленно напоминающий современный моноспектакль — мелодекламация, в котором драматические артисты читали произведения с музыкальным сопровождением. Ярким представителем жанра по праву считать Яхонтова В. Н., основателя театра одного актера.
"Искусство Яхонтова уникально. Он создал новый жанр – театр одного актера – которого до него не было. Этот жанр явился синтезом искусства актера, художественного слова и исследования литературы."

## Театр одного актера сегодня
Известными представителями современного театра одного актера являются: Е. В. Гришковец и его работа «Как я съел собаку» (1998), получившая в 2000 г. «Золотую маску». В 2004 году зритель увидел моноспектакль режиссера В. Б. Пази «Оскар и Розовая Дама. Четырнадцать писем к Богу» (2004 г.), главную роль в котором сыграла Алиса Фрейндлих, спектакль также удостоился «Золотой маски» в 2006 году большую популярность получило произведение-монолог немецкого писателя и сценариста Патрика Зюскенда «Контрабас». В 2000 г. исполнителем главной роли стал Константин Райкин., а в 2014 году на сцене МХТ им. Чехова состоялась премьера новой версии «Контрабаса» Г. Черепанова в исполнении К. Ю. Хабенского. В 2008 году выходит моноспектакль «1900» (режиссер и исполнитель — О. Е. Меньшиков)
· C 1997 года (один раз в два года) в Санкт-Петербурге проводится международный фестиваль моноспектаклей «Монокль». 
· C 2008 года в Москве проводится Московский Международный фестиваль моноспектаклей SOLO.

## Особенность жанра
Моноспектакль имеет, как правило, драматический сюжет. Так, например, в основе спектакля «Контрабас» лежит тема маленького человека. Однако Райкин и Хабенский рассказывают о разных «маленьких людях». Если контрабасист Райкина — это опустившийся, мерзкий, ополчившийся на весь мир человек, вызывающий отвращение, то музыкант Хабенского — суматошный чудак, который всю жизнь стремился к признанию и любви, но в итоге так ничего и не добился. Все, что остается зрителю — пожалеть его. 
Наблюдая привычную театральную постановку мы не задумываемся о том, как затрачиваются в конкретный момент артисты, так как они в совокупности с тщательно продуманными декорациями, костюмами и реквизитом создают внутри нас особую атмосферу происходящего действа. «Что касается „декораций“ — они возникают в воображении слушателей, я несу их с собой.»

Влияние исполнителя на подачу и суть постановки в жанре «моно» значительно выше, чем у артистов привычного спектакля. Имеется в виду неповторимость и всегда разная тональность самого произведения. Спектакль, с участием нескольких актеров — есть отражение создателя, то есть режиссёра, тогда как моноспектакль — это и есть сам актер и в этом случае он — создатель. «Исполнитель, то есть единственный актер, не случайно остался без коллектива. Он составляет исключение по роду своего искусства»Поэтому нередко артист, достигший апогея своего творчества, уже неоднократно испытав себя в роли режиссера, решается на создание своего собственного монопроизведения, иногда со своим же участием. Так случилось с О. Е. Меньшиковым. В 2008 году вышел спектакль «1900» по пьесе Алессандро Барикко. В центре — история одного пианиста, который родился и провел всю свою жизнь на круизном лайнере «Вирджиния». Он ни разу не сходил с него, но своей музыкой он уверял людей в обратном. Сам Олег Евгениевич шел к созданию моноспектакля в течение долгого времени и только к 48и годам отважился рискнуть. 
«Не успокаивайся до тех пор, пока у тебя не появится хорошей истории и человека, которому ты сможешь ее рассказать». Сегодня вечером этот человек — Вы.

## В массовой культуре
Фильмы, с участием одного актера:
- «Анатомия Грея» режиссер — Стивен Содерберг, в главной роли — Спалдинг Грей, 1996 г.
- «Бронсон» режиссер — Николас Виндинг Рен, в главной роли — Том Харди, 2008 г.
- «Погребенный заживо» режиссер — Родриго Кортес, в главной роли — Райан Рейнольдс, 2010 г.
- «Лок» — экзистенциальная драма Стивена Найта, в главной роли — Том Харди, 2013 г.
- «Коллектор» Алексея Красовского, в главной роли — Константин Хабенский, 2016 г.